# 约翰·芬宁
约翰·芬宁（英語：John Fenning，1885年6月23日—1955年1月3日），英国男子赛艇运动员。他曾代表英国参加1908年夏季奥林匹克运动会赛艇比赛，获得男子双人单桨无舵手金牌和男子四人单桨无舵手银牌。